# Mödlareuth

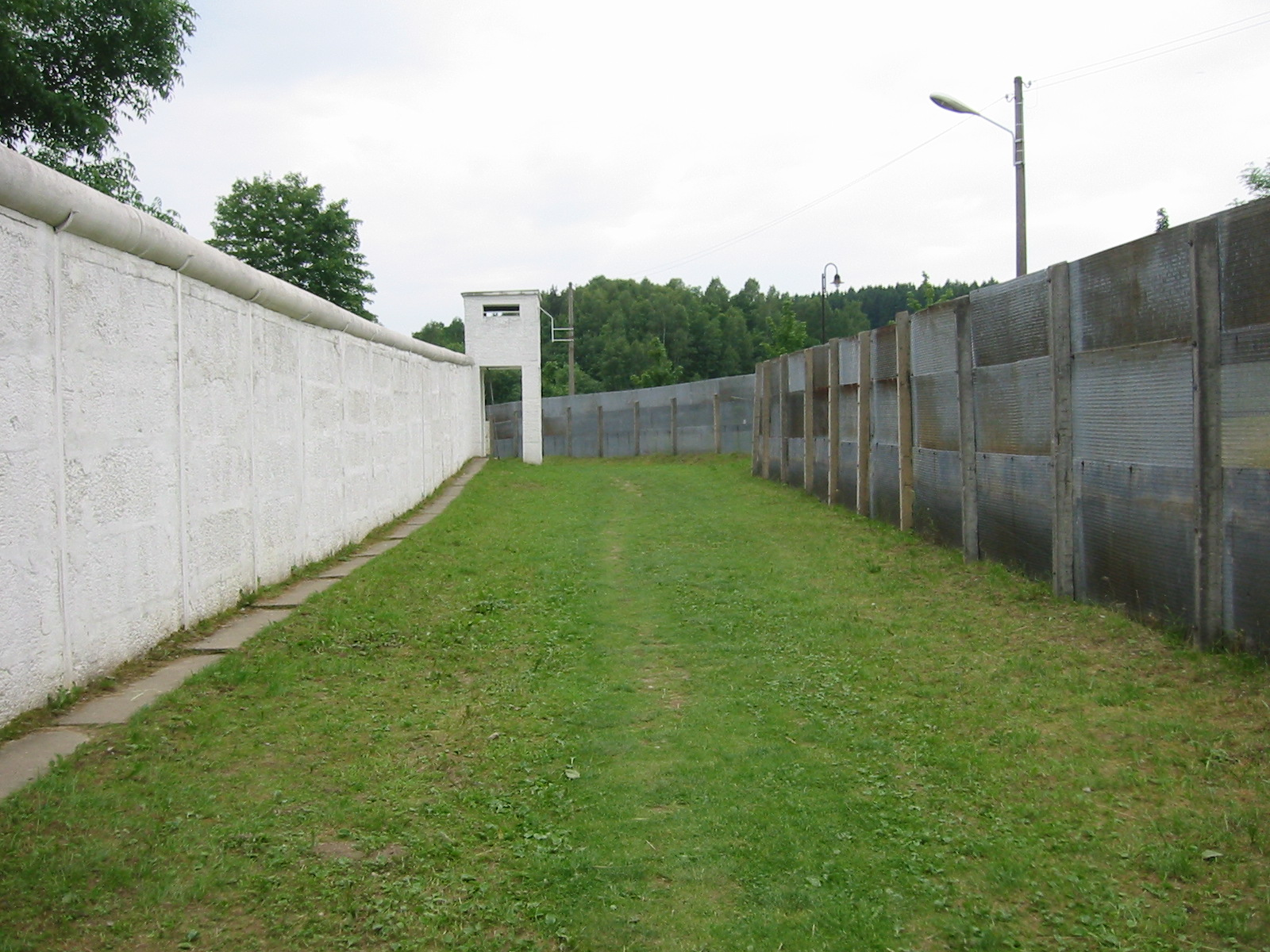
Mödlareuth - muzeum pod širým nebem

Mödlareuth je německá vesnice ležící částečně v Bavorsku a částečně v Durynsku. Jižní bavorská část vsi náleží k městu Töpen, severní durynská část k obci Gefell. Mödlareuth byl po druhé světové válce Američany nazýván Little Berlin (Malý Berlín), neboť ho rozdělovala zeď, podobně jako Berlín rozdělovala Berlínská zeď.

## Historie
Rozdělení vesnice vzniklo za napoleonských válek v roce 1810, kdy se potok Tannbach protékající vsí stal hranicí mezi Bavorským královstvím a Knížectvím Reuß. Po skončení první světové války se pak dvě části vsi staly součástmi německých spolkových zemí Bavorska a Durynska.
Skutečné rozdělení vesnice nastalo po druhé světové válce, kdy se severní část vsi ocitla v sovětské okupační zóně a jižní v americké - hranice okupačních zón totiž respektovaly zemské hranice z roku 1937. V roce 1949 se pak obě části ocitly ve dvou nově vzniklých státech - bavorská část připadla Spolkové republice Německo a durynská Německé demokratické republice.
Rada ministrů NDR rozhodla v roce 1952 o zesílení ostrahy své západní hranice. Několik obyvatel Mödlareuthu, bydlících těsně u hranice se SRN, bylo nuceně vysídleno. V roce 1966 pak vesnici rozdělila zeď dlouhá 700 m a vysoká 3,30 m. Zeď se nacházela v těsné blízkosti státní hranice na území NDR. Doprovázel ji 10 m široký bezpečnostní pás, systém plotů a strážních věží, podobně jako po celé délce vnitroněmecké hranice. Ve vsi nebyl žádný hraniční přechod, byl tak přerušen kontakt obyvatel z obou jejích částí. Zatímco východoněmecká část vesnice byla dnem i nocí hlídána, západoněmecká se stala jakýmsi druhem turistické atrakce.
V roce 1983 navštívil Mödlareuth americký viceprezident George H. W. Bush a po vzoru J. F. Kennedyho prohlásil "Ich bin ein Mödlareuther!"
Po pádu Berlínské zdi byl ve vesnici zřízen pěší hraniční přechod, obyvatelé obou částí se tak opět mohli setkat. 17. června 1990 byla zeď stržena. Malá část pak byla ponechána jako památník.

## Současnost
Mödlareuth má dnes asi 50 obyvatel. Ze zbylé části zdi a bývalých strážních věží bylo v roce 1994 zřízeno muzeum pod širým nebem. Ve vsi také je Německo-německé muzeum věnované historii rozdělení země.
Ve vesnici stále existuje několik pozůstatků nuceného rozdělení - obě části mají odlišná poštovní směrovací čísla, obyvatelé obou částí volí odděleně a jejich děti dodnes chodí do různých škol.

## Fotogalerie

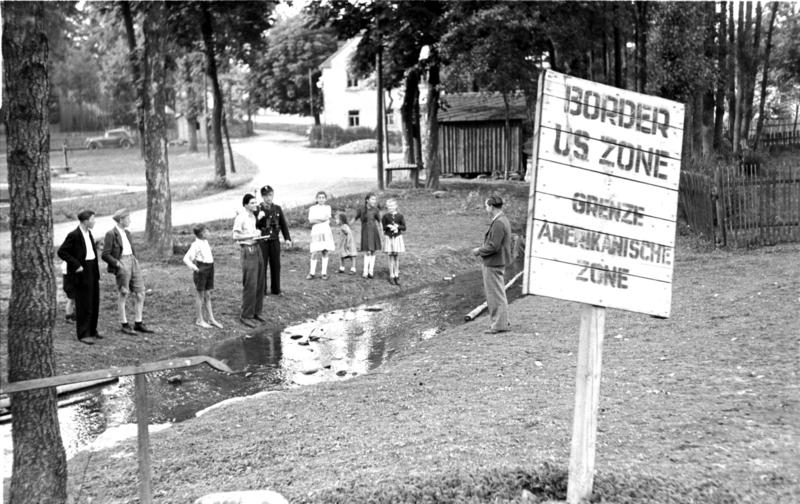
Rok 1949
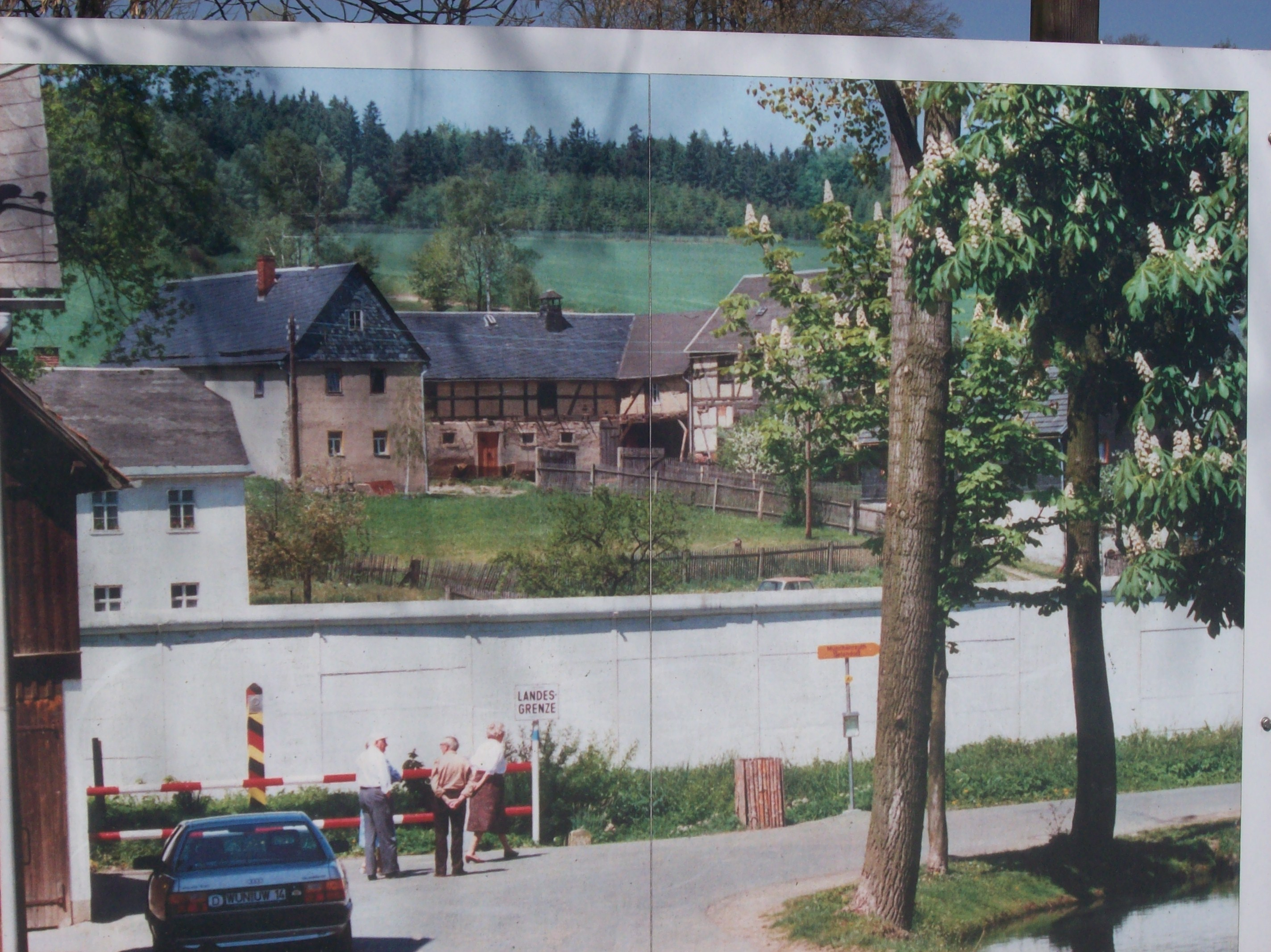
Situace před rokem 1989 na jedné z informačních tabulí ve vesnici
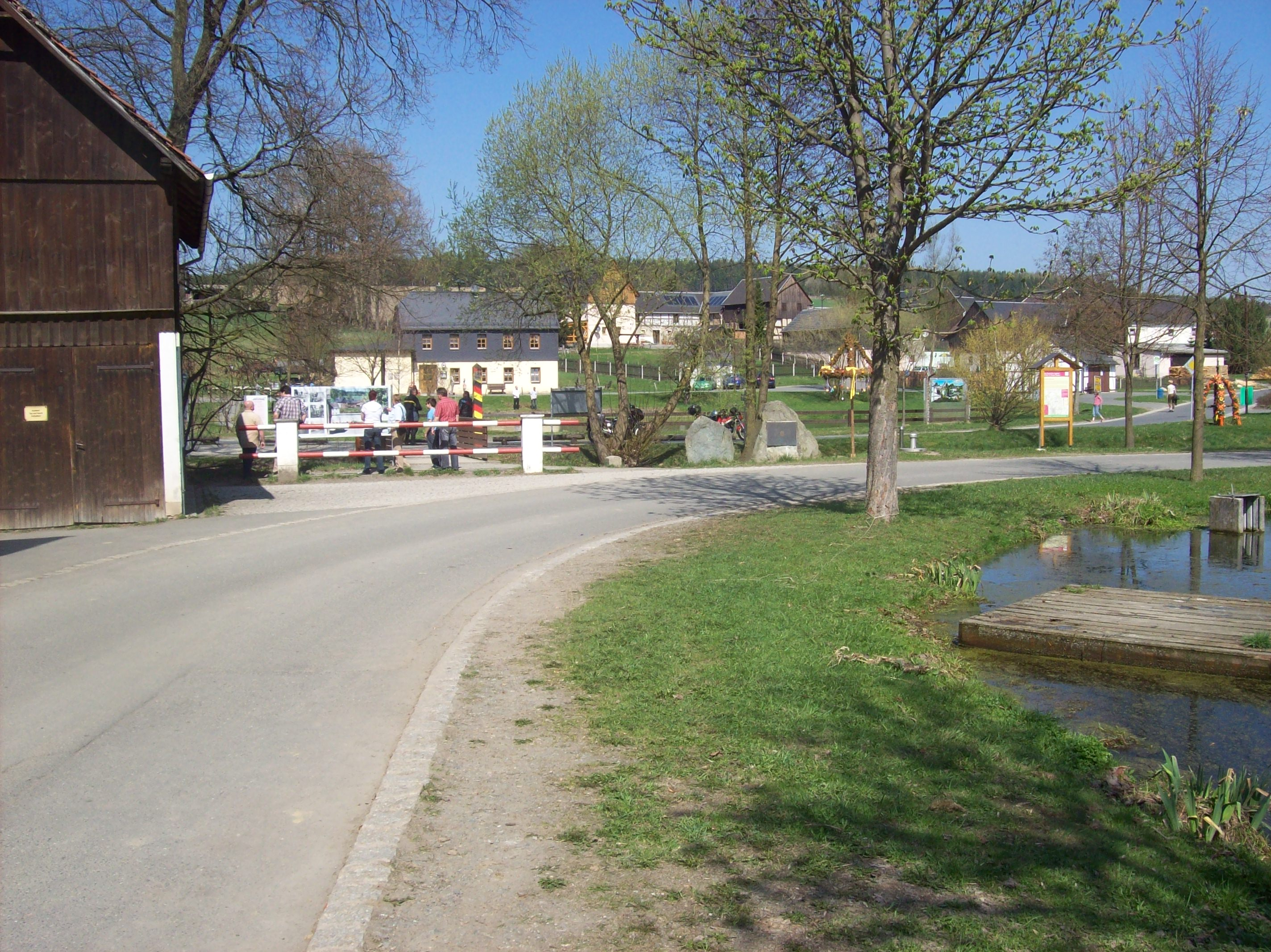
Stejný pohled dnes
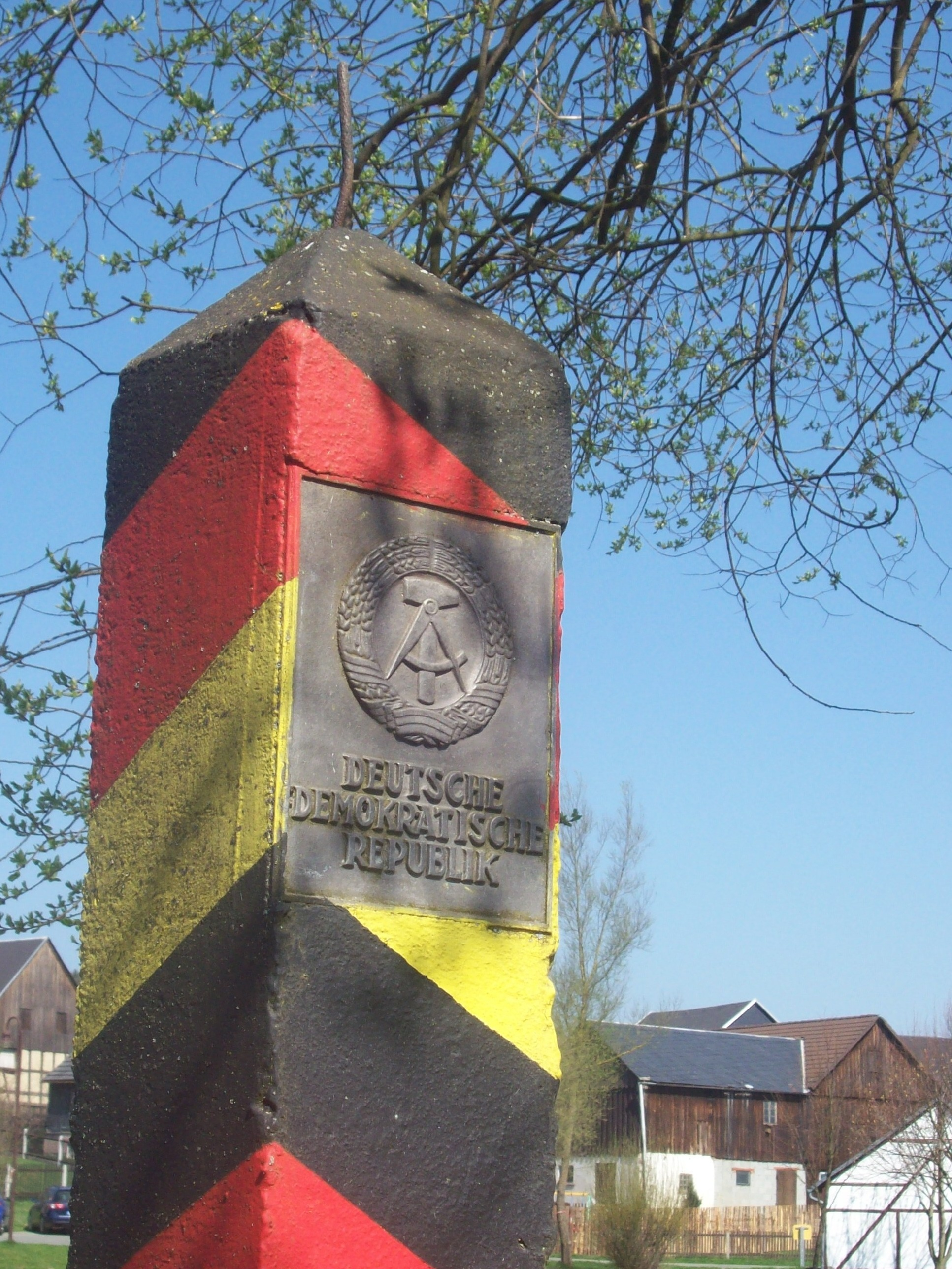
Hraniční sloup NDR
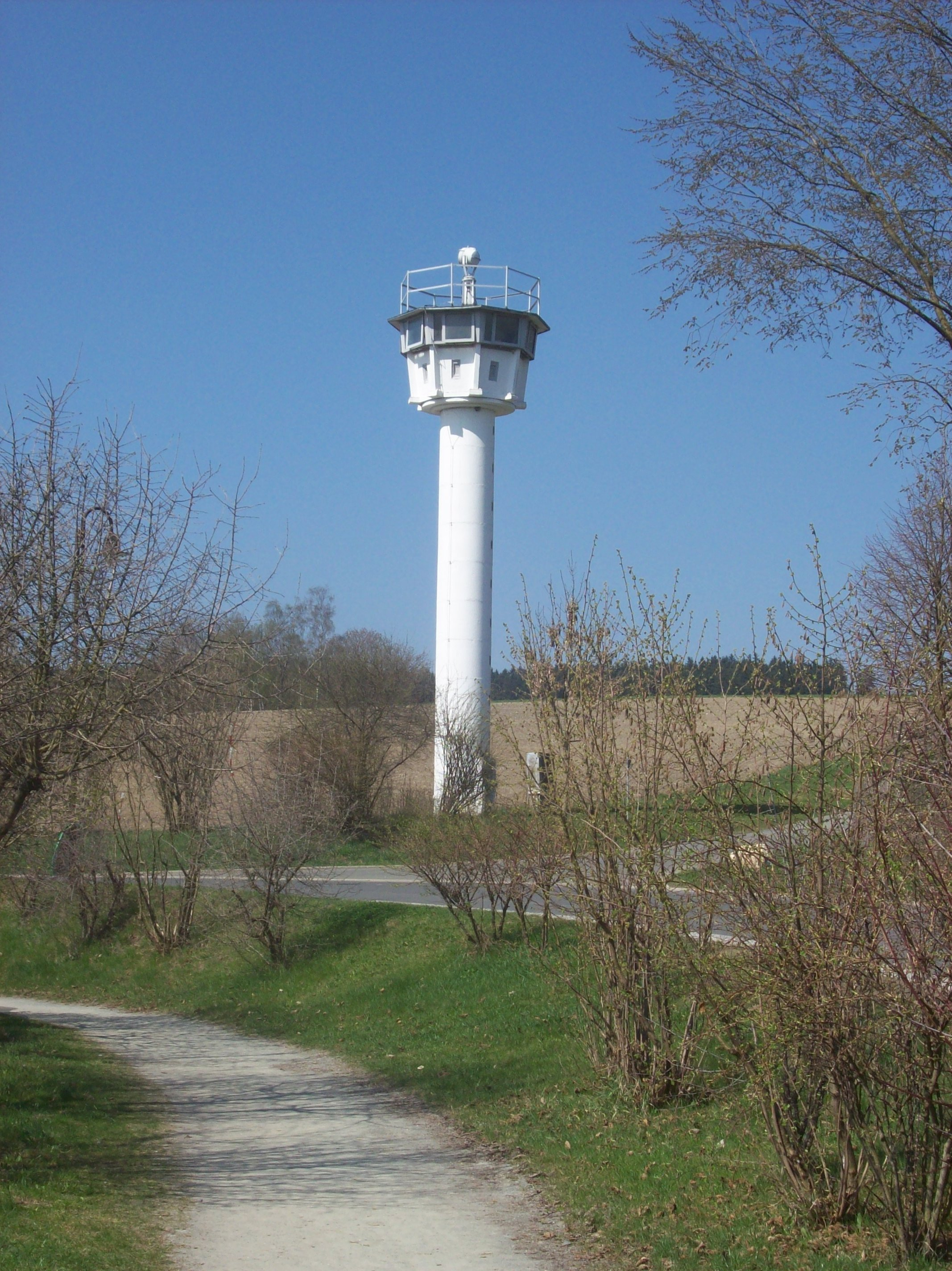
Strážní věž
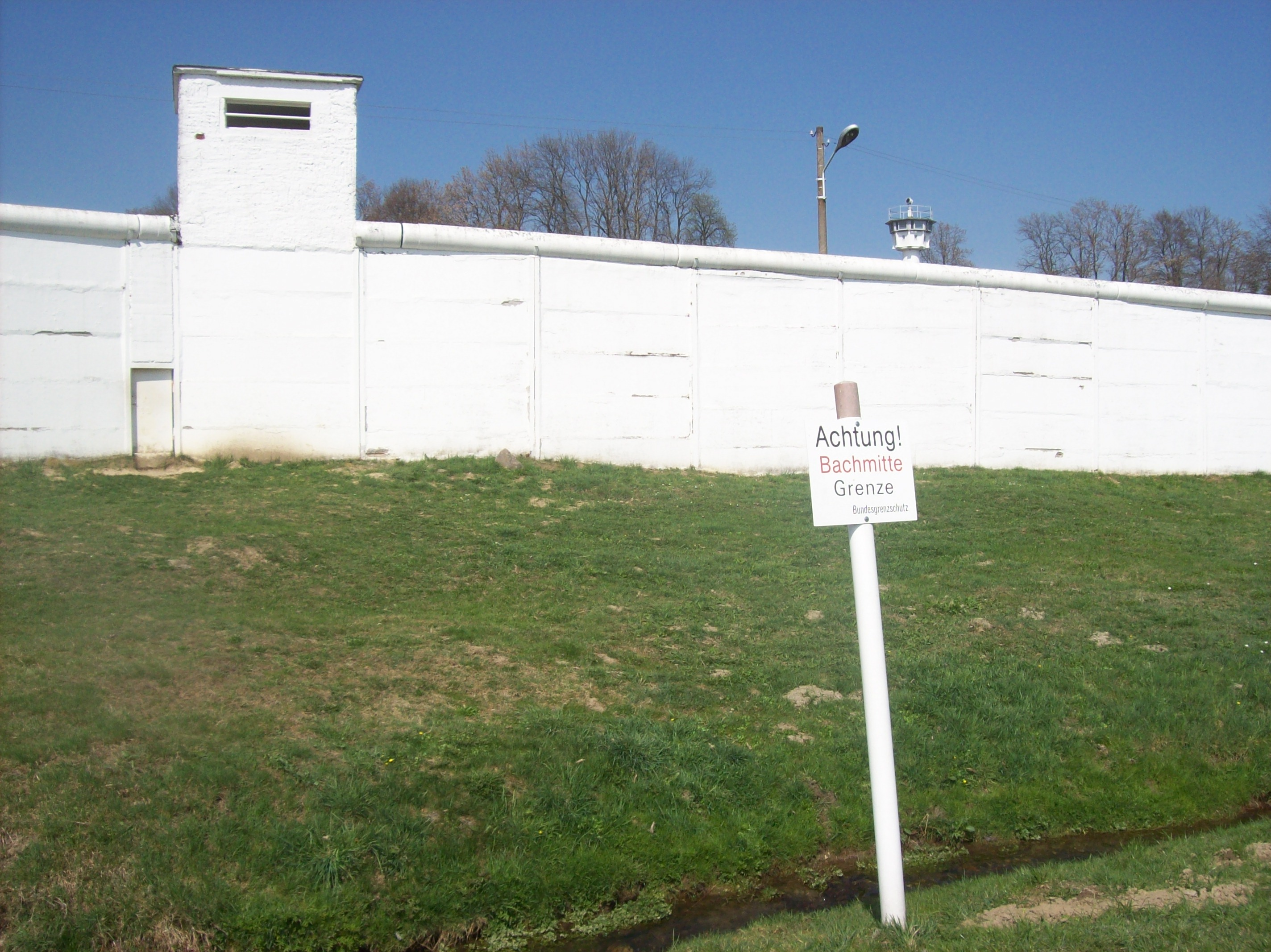
Státní hranice procházela středem potoka, za zdí je vidět strážní věž z předchozího snímku
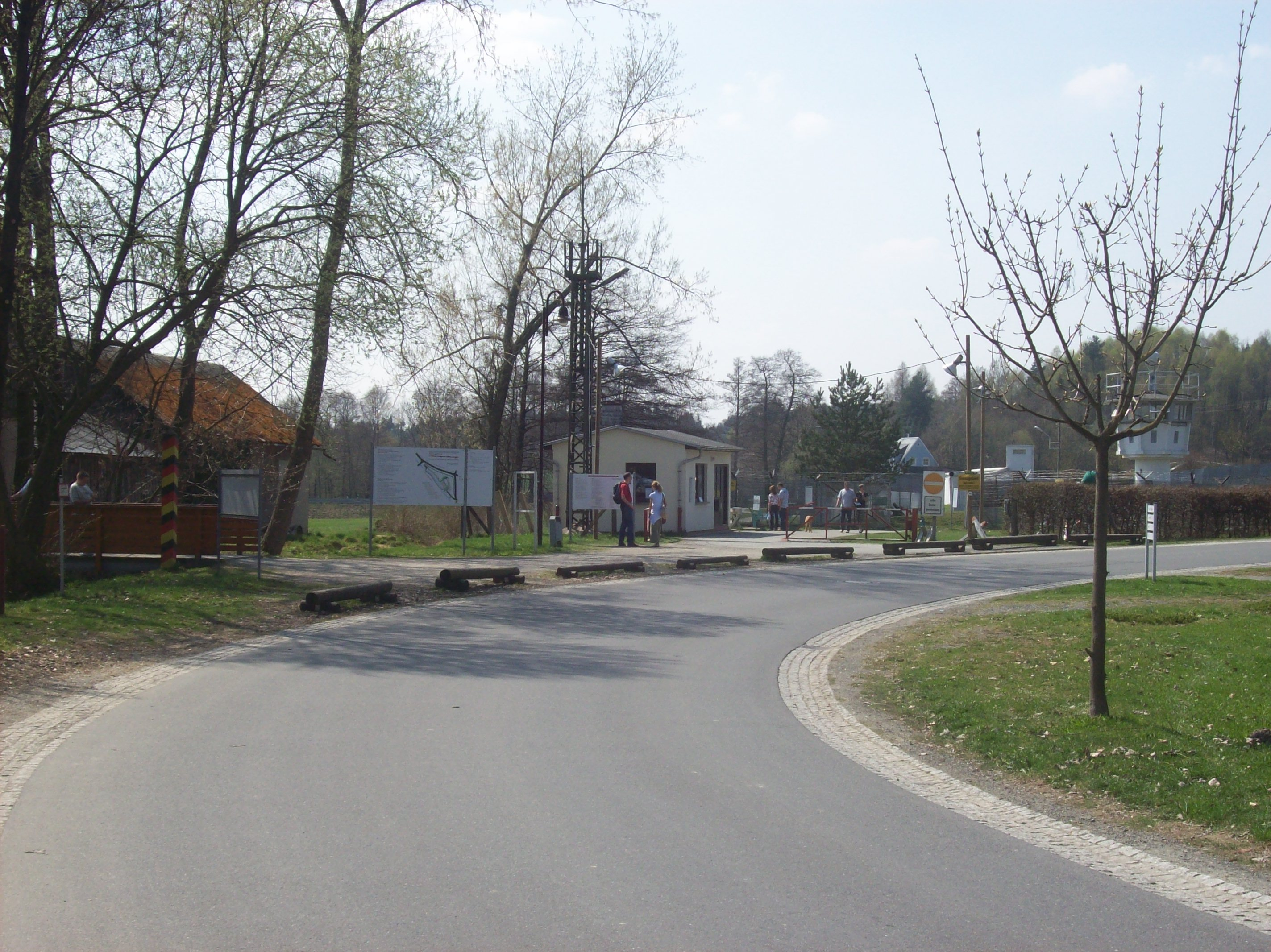
Vstup do muzea pod širým nebem
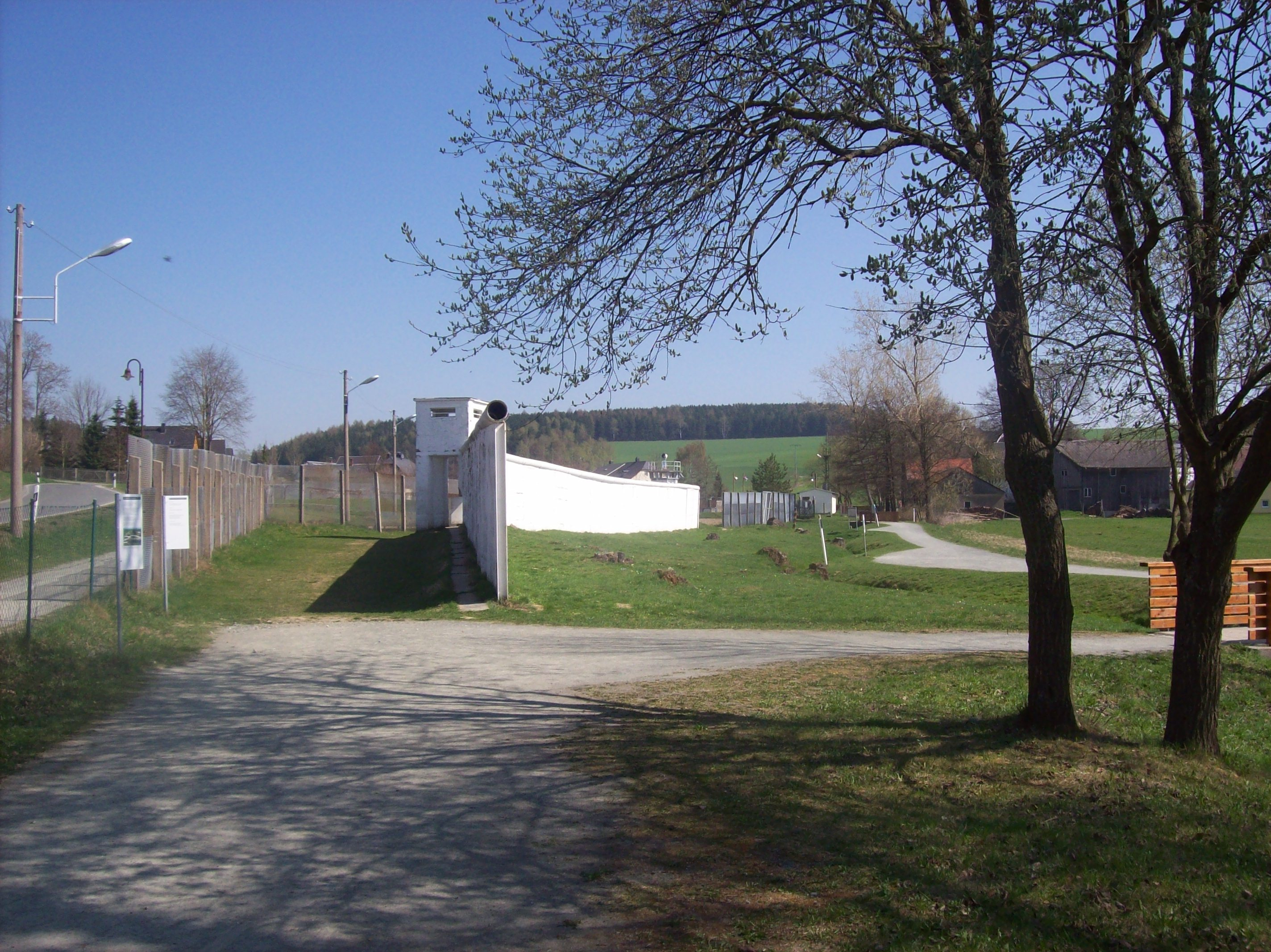
Pohled na muzeum z opačné strany